# Francis Richard Scobee
Francis Richard Scobee (Cle Elum, Washington, 1939. május 19. – Cape Canaveral, Florida, 1986. január 28.) amerikai űrhajós, ezredes.

## Életpálya
1957-től a haditengerészet dugattyús motoros repülőgép szerelője. 1965-ben az Aerospace Engineering University of Arizona vizsgázott. 1966-ban kapott pilóta igazolványt. A vietnámi háborúban több harci bevetésen vett részt. 1972-től tesztpilóta kiképzést kapott. Több mint 6500 órát töltött a levegőben (repülő/űrrepülő), több mint 45 repülőgépet és változatai tesztelte, többek között a Boeing 747, X–24B, F–111 Aardvark, C–5 Galaxy típusait.
1978. január 16-tól Lyndon B. Johnson Űrközpontban részesült űrhajóskiképzésben. A NASA/Boeing 747, a űrrepülőgépet szállító repülőgép vezetését oktatta. Egy űrszolgálata alatt összesen 6 napot, 23 órát és 40 percet (168 óra) töltött a világűrben. Az 1986. január 28-án bekövetkezett Challenger-katasztrófa során vesztette életét.

## Űrrepülések
- STS–41–C, a Challenger űrrepülőgép 5. repülésének pilótája. Telepítették az LDEF (Long Duration Exposure Facility) laboratóriumot, és megjavították az SMM (Solar Maximum Mission) műholdat. Elvégezték az előírt kutatási, kísérleti feladatokat. Első űrszolgálata alatt összesen 6 napot, 23 órát és 40 percet (168 óra) töltött a világűrben. 4 619 000 kilométert tett meg, 108 alkalommal kerülte meg a Földet.
- STS–51–L, a Challenger űrrepülőgép 10. repülésének parancsnoka. A küldetés a repülés 73. másodpercében katasztrófába torkollott.